# Battlestar Galactica (2004)
Battlestar Galactica é uma série de televisão de ficção científica criada por Ronald D. Moore e que foi ao ar pela primeira vez em 18 de outubro de 2004 no Reino Unido e Irlanda pela Sky One e, em 14 de janeiro de 2005, para os Estados Unidos, pelo canal Sci Fi.
A série recebeu uma grande variedade de elogios da crítica tanto no período de sua execução quanto nos anos seguintes, incluindo um Peabody Award, o Programa do Ano da Television Critics Association, uma colocação dentro   Time  ' Os 100 melhores programas de TV de todos os tempos, e 19 indicações ao Emmy por roteiro, direção, figurino, efeitos visuais, mixagem de som e edição de som, com três vitórias do Emmy (efeitos visuais e edição de som). In 2019, The New York Times placed the show on its list of "The 20 Best TV Dramas Since The Sopranos", a 20-year period many critics call "the golden age of television."

## Descrição
Esta nova versão da série de TV iniciou-se com a minissérie Battlestar Galactica (2003), e consiste, depois, em 4 temporadas, para além de 2 telefilmes complementares (sendo que um deles, Battlestar Galactica: Razor, se considera como sendo os 2 primeiros episódios da quarta e última temporada), e 3 webséries também complementares.
A primeira temporada lida com o início da viagem e problemas decorrentes, bem com o facto de o tripulante Helo ter ficado em Caprica, e a chegada a Kobol.
A segunda temporada desta série tem, como principais acontecimentos, a conclusão do arco sobre Kobol, o encontro com a Battlestar Pegasus, a eleição presidencial e o encontro de um planeta que pode suportar vida humana (New Caprica).
A terceira temporada lida com as consequências dos eventos ocorridos em New Caprica, a saída desse planeta, a chegada ao planeta de algas que contém o Olho de Júpiter (e que permite uma visão profética cujos eventos ocorrem numa antiga Casa de Ópera, em Kobol), e, finalmente, a descoberta de 4 (dos 5 últimos) modelos Cylon e uma vista da localização do planeta Terra.
Na quarta e última temporada, os viajantes chegam ao planeta Terra (descobrindo algo de inesperado na civilização desse planeta), descobre-se a identidade do 5º último modelo Cylon, e o significado da visão profética (da Casa de Ópera) é descoberto quando a mesma ocorre na realidade, e é definida a relação dos viajantes com a Terra e o destino dos mesmos (com especial atenção a Baltar e ao modelo Número Seis dos Cylon).

## Elementos

### Battlestar Pegasus
A Battlestar Pegasus é uma espaçonave fictícia do seriado de televisão estadunidense Battlestar Galactica. Comandada pela Almirante Helena Cain, ela escapou do ataque às Doze Colônias do Homem. No momento do ataque, a Pegasus estava atracada em uma estação espacial. Ao perceber que os cylons atacavam maciçamente a estação e antes de sofrer o impacto de um míssil nuclear, Cain ordenou um salto Faster Than Light às escuras, sem coordenadas e com o risco de projetar a nave para dentro de uma estrela.